# Кигигак
Кигигак (англ. Kigigak Island) — небольшой остров вблизи юго-западного побережья Аляски.
Расположен к северо-западу от острова Нельсон, в устье реки Нунгалук, в 177 км к западу от города Бетел. В административном отношении является частью зоны переписи населения Бетел. Площадь острова составляет 31,839 км². По данным переписи 2000 года постоянного населения на острове нет. Ближайшие населённые пункты — деревни Ньюток и Тунунак.